# علي السلطان (لاعب كرة قدم مواليد 1985)
علي عبد رب الرسول السلطان مواليد 31 أغسطس 1985 في ، السعودية، هو لاعب كرة قدم سعودي.

## مسيرة اللاعب
لعب في نادي الصفا ونادي مضر.